# Obywatel GC
I Obywatel GC, anche conosciuti come Citizen G.C. era un supergruppo polacco creata dal musicista rock Grzegorz Ciechowski.

## Storia
Gli Obywatel GC furono formati da Grzegorz Ciechowski nel 1986 dopo il tentativo di intraprendere la carriera da solista in seguito al successo ottenuto con i Republika.
Il gruppo aveva diversi musicisti scelti da Ciechowski tra i migliori jazzisti e rocker della Polonia: Jan Borysewicz era uno dei fondatori di Lady Pank, Wojciech Karolak era un noto musicista jazz e blues, e poi il bassista Krzysztof Ścierański e José Torres, un percussionista cubano-polacco.
Realizzarono un totale di 5 LP e diversi singoli. La band è diventata famosa nel 1988 con l'album Tak! Tak! (Polskie Nagrania Muza), che vendette 300.000 copie aggiudicandosi un disco d'oro.
La band si sciolse nel 1992, quando Ciechowski è rientrato a far parte dei Republika.

## Formazione
- Grzegorz Ciechowski
- Jan Borysewicz
- Wojciech Karolak
- Krzysztof Ścierański
- José Torres
- Ewa Omernik
- Grzegorz Z Ciechowa

## Discografia

### Albums
- 1986 – Obywatel G.C.
- 1988 – Tak! Tak!
- 1989 – Stan strachu
- 1992 –  Obywatel świata

### Greatest Hits
- 1993 – Selekcja
- 2004 – Kolekcja (box)
- 2007 – Gwiazdy polskiej muzyki lat 80.

### Single ed EP
- 1986 – "Spoza linii świata" / "Mówca"
- 1986 – "Paryż – Moskwa 17:15" / "Odmiana przez osoby"
- 1989 – Obywatel G.C.

### Classifiche musicali
| Year | Title                     | Posizione |
| Year | Title                     | LP3       |
| ---- | ------------------------- | --------- |
| 1986 | Błagam, nie odmawiaj      | 5         |
| 1987 | Paryż-Moskwa 17.15        | 1         |
| 1987 | Kaspar Hauser             | 9         |
| 1987 | Spoza linii świata        | 25        |
| 1988 | Przyznaję się do winy     | 3         |
| 1988 | Nie pytaj o Polskę        | 1         |
| 1988 | Tak... tak... to ja!      | 1         |
| 1988 | Podróż do ciepłych krajów | 9         |
| 1989 | Ja Kain, ty Abel          | 8         |
| 1991 | Piosenka dla Weroniki     | 3         |
| 1992 | Zasypiasz sama            | 26        |
| 1992 | Umarła klasa              | 21        |